# Mikołaj Sieniawski (1520-1584)
Ne doit pas être confondu avec Mikołaj Sieniawski, Adam Mikołaj Sieniawski ou Mikołaj Hieronim Sieniawski.
Mikołaj Sieniawski (1520-1584), membre de la noble famille polonaise Sieniawski, hetman de la Couronne (1562-1564 et 1575-1576), castellan de Kamianets.

## Biographie
Mikołaj Sieniawski est le fils de l'hetman Mikołaj Sieniawski et de Katarzyna Koła. Il grandit à la cour du vice-chancelier de la Couronne et évêque de Cracovie Piotr Tomicki (pl). En 1522, il combat avec son père en Moldavie. Il participe à de nombreux combats contre les Turcs et les Tatars. En 1555, il entre au service du prince Albert de Brandebourg. Dans les années 1562-1566 il participe à la guerre avec la Russie. En 1569, il est nommé hetman de la Couronne. En 1572, il se rend en Moldavie pour défendre l'hospodar Bohdan Lupuşneanu contre Ioan II Voda, prétendant au trône, soutenu par la Turquie. En 1576 Mikołaj Sieniawski et nommé castellan de Kamianets.

## Mariage et descendance
Il épouse Anna Sapieha qui lui donne deux enfants :
- Elżbieta, épouse de Pierre Opalinski
- Anna, épouse de Mikołaj Yazlovets.

## Sources
- Notices dans des dictionnaires ou encyclopédies généralistes :   - Internetowa encyklopedia PWN
  - Polski Słownik Biograficzny
- Notices d'autorité :   - VIAF
  - Pologne

- (en) Cet article est partiellement ou en totalité issu de l’article de Wikipédia en anglais intitulé « Mikołaj Sieniawski (1520–1584) » (voir la liste des auteurs).

- (pl) Cet article est partiellement ou en totalité issu de l’article de Wikipédia en polonais intitulé « Mikołaj Sieniawski (hetman polny koronny) » (voir la liste des auteurs).